# Progressief Westerveld
Progressief Westerveld is een politieke kiesvereniging in de Nederlandse gemeente Westerveld.
Het betreft een samenwerkingsverband tussen de leden van GroenLinks en directe lokale leden van Progressief Westerveld. Sinds de verkiezingen van 2014 is Progressief Westerveld de grootste partij in de gemeenteraad. Twee termijnen had Progressief Westerveld een wethouder in het college, vervolgens voerde PW oppositie. Vanaf de verkiezingen van 2018 bestaat de fractie uit Michiel van de Kasteelen (fractievoorzitter), Wilfred Beets, Hans de la Mar (raadsleden) en Hans van Teijlingen (burgerraadslid). De vereniging bestaat sinds 1998 en heeft zo'n 120 leden. Tot 2001 droeg de partij de naam 'D66-ProSa-GroenLinks', waarbij ProSa (Progressieve Samenwerking) een progressief samenwerkingsverband was in de toenmalige gemeente Havelte.